# El Crous (Arbúcies)
El Crous és una masia de Lliors, al municipi d'Arbúcies (Selva), inclosa a l'Inventari del Patrimoni Arquitectònic de Catalunya.

## Descripció
Es tracta d'una gran casa de tres plantes, amb vessants a laterals i cornisa catalana. És un conjunt de dos habitatges units que han patit constants reformes parcials, tot i que l'estructura principal de l'edifici no ha canviat significativament.
L'entrada principal, és una porta rectangular de fusta, a la qual s'accedeix a través d'una rampa de ciment, construïda també posteriorment. La majoria de les obertures són rectangulars amb llinda i brancals de pedra monolítica, però algunes són senzilles, sense marc, obertes posteriorment. A la planta superior de la façana hi ha tres finestres diferents de la resta, amb arc rebaixat i sense marc, obra d'una reforma posterior. Cal destacar dos petits balconets a la façana, amb barana de ferro corbada i les reixes que protegeixen les finestres de la planta baixa. Però el més interessant d'aquesta façana és el que queda com a vestigi de l'antic edifici, es tracta d'una finestra d'estil gòtic d'arc conopial decorat a les impostes i a l'ampit amb motius vegetals. El parament és arrebossat i pintat de blanc, deixant a la vista els carreus de pedra als angles.
Hi ha altres entrades al voltant de la casa, una d'elles es troba a la façana lateral que mostra l'aspecte de l'arquitectura del segle xix.
Davant hi ha l'era i diverses dependències, així com d'altres adossades per la part dreta de l'edifici. Totes elles estaven destinades a usos agropecuaris. Actualment són inutilitzades.

## Història
S'esmenta per primera vegada al 1284. Més endavant el trobem documentat en els Fogatges de la Batllia de n'Orri de 1497 i 1515.
Documentat en el Cadastre de 1743 quan Salvador Crous declara el mas Crous i una altra casa. També apareix en el cadastre de 1800 i en el llistat de les cases de pagès elaborat pel rector al 1826.
En el padró de 1883 la torbem habitada pels masovers, una família de 12 persones, en el de 1940 apareix habitada per una família formada per 9 membres.
Ens apareix en el mapa del Montseny de Juli Serra de l'any 1890
La casa del Crous va gestionar el 1677 el permís de bastir una capella, el motiu va ser per la veïna església de Santa Maria de Lliors, que amenaçava ruïna.